# Casa do Sítio da Ressaca
A Casa do Sítio da Ressaca é uma construção em estilo bandeirista, remanescente do período colonial brasileiro, localizada no distrito do Jabaquara, na Zona Sul da cidade de São Paulo. Situada no antigo caminho para Santo Amaro, a casa foi construída em 1719, como pode ser atestado por inscrições encontradas na porta principal e nas telhas. Algumas de suas telhas são ainda originais e trazem inscrições do século XVIII, como a data de fabricação e o nome do oleiro. As portas e batentes, em canela preta, também são originais.
O nome do sítio se deve, provavelmente, ao Córrego da Ressaca, também chamado Fagundes e Ressaca, que banhava seus arredores. Construída em taipa de pilão, a casa adota uma planta assimétrica, não muito comum nas residências bandeiristas. É dotada de janelas e portas com vergas laterais, enquanto o telhado cai em duas águas.
A casa era usada até 1969, quando foi desapropriada para a construção do metrô. Tombada pelo Conselho de Defesa do Patrimônio Histórico (CONDEPHAAT), a Casa Sítio da Ressaca foi restaurada em 1978 sob o compromisso da Empresa Municipal de Urbanização (EMURB) e foi reinaugurada em 1979. Em 1986 sofreu um pequeno incêndio fazendo com que a casa voltasse a sua restauração durante 1987. O local voltou a passar por novas restaurações em 1988, 1990, 2002 e 2023.
Ainda em 2002 a Casa do Sítio da Ressaca foi ocupada pelo Acervo da Memória e do Viver Afro-Brasileiro. Atualmente contém exibições e atividades focadas à memória afro-brasileira e desde 1990, integra o Centro Cultural do Jabaquara, abrigando eventos, exposições e também a Biblioteca Municipal Paulo Duarte.

## História
O Sargento-Mor Lopes de Medeiros foi o primeiro proprietário do Sítio da Ressaca, à época chamado de Sítio Piranga. O sítio foi vendido para o Capitão Manual de Avilla, e em 1700 foi revendido para o capitão Agostinho de Macedo. A sede do sítio, a Casa que ainda encontra-se na região e que foi tombada, teria sido construída em 1719, sugestão feita a partir do número “1719” gravado no batente da porta principal. As telhas da casa constam também o ano em que foram fabricadas (1713, 1714 e 1716). Há registros de que Maria Vasconcellos, neta do Governador da Capitania de São Vicente Capitão-Mor Antônio Aguiar Barriga, teria mandado construir uma casa naquela região, mas não há indícios de que se esta seria a mesma casa que permanece até hoje no Jabaquara.

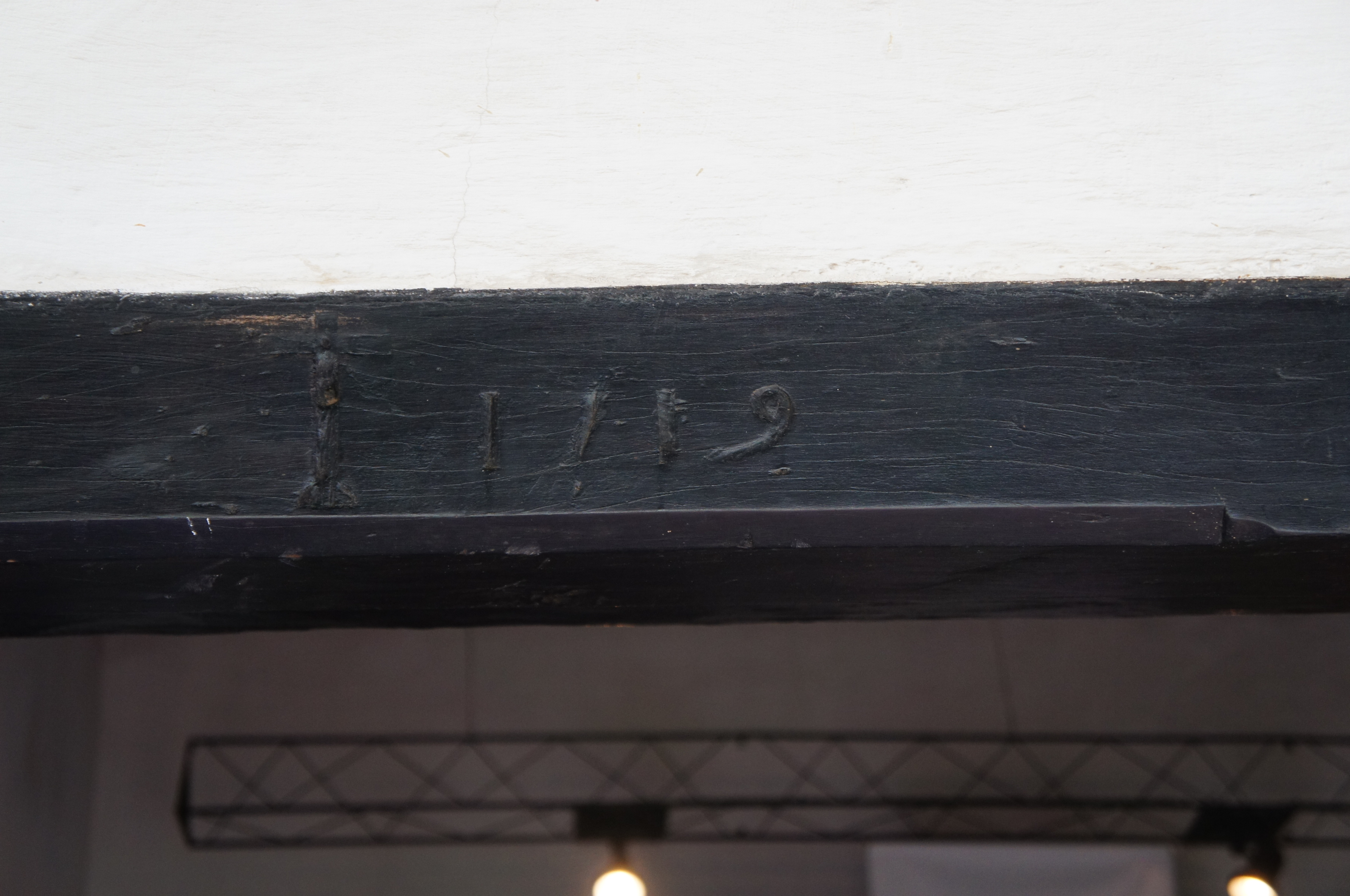
Inscrição no batente da porta indica ano em que o edifício foi fundado, 1719

O nome "Ressaca" aparece pela primeira vez em 1780, registrado por Teresa Paula de Jesus Fernandes, proprietária do imóvel, que pedia a medição e demarcação do Sítio da Ressaca, com 500 braças de testada e meia légua para o sertão nas primeiras 200 braças, e de uma légua para o mesmo sertão nas restantes. A demarcação, assim, chegaria às terras de Padre Domingos Gomes de Albernáz. Para que a medição fosse feita, Teresa Paula de Jesus Fernandes reuniu títulos antigos, na qual constava que o Sargento-Mor Lopes de Medeiros foi, assim, o proprietário original do sítio da Ressaca antes de 1700. Teresa Paula de Jesus Fernandes doou parte das terras para o preto forro Francisco Raposo, vendeu outra parte ao Padre Félix José de Oliveira, e outra à Beata Úrsula.
Em 1827, o Sítio da Ressaca pertencia ao Padre Vicente Pires da Motta, que o vendeu, naquele ano, para Jorge Heath. O sítio foi revendido para Guilherme Hopkins e posteriormente revendido para Henrique Henriqueson. Em 1853, a casa foi adquirida por Francisco Antônio Mariano. A viúva de Mariano, Dona Justina Mariano Peruche, vendeu o sítio a um de seus filhos, Felício Antônio Mariano Fagundes, que uniu o Sítio da Ressaca, o Sítio Simão e o Sítio Olho D’água sob a mesma denominação, “Ressaca”. De 1860 a 1900, o sítio pertenceu a Felício A. Mariano Fagundes, e com a morte deste, seus herdeiros repartiram a propriedade. A parte que continha a casa foi vendida em 1908 para Antonio Cantarella, responsável pela urbanização do bairro Jabaquara, e foi um sítio familiar até 1969. Nesta ocasião houve nova divisão da área, com uma parte sendo loteada e transformada no que é hoje o Jardim Metropolitano. Outra acabou desapropriada pelo Metrô de São Paulo, para construção do pátio de manobras.
A partir do loteamento, a paisagem local foi desfigurada e a casa desapropriada em 1978 junto a um terreno de 1 hectare a seu redor. Após o incêndio em 1986, a casa passou por outro restauro e acabou sendo tombada pelo IPHAN. Após isso, passou a integrar o Centro Cultural do Jabaquara e, desde 1990, abriga o Acervo da Memória e do Viver Afro-Brasileiro, reunindo objetos referentes à presença dos negros em São Paulo.

## Tombamento

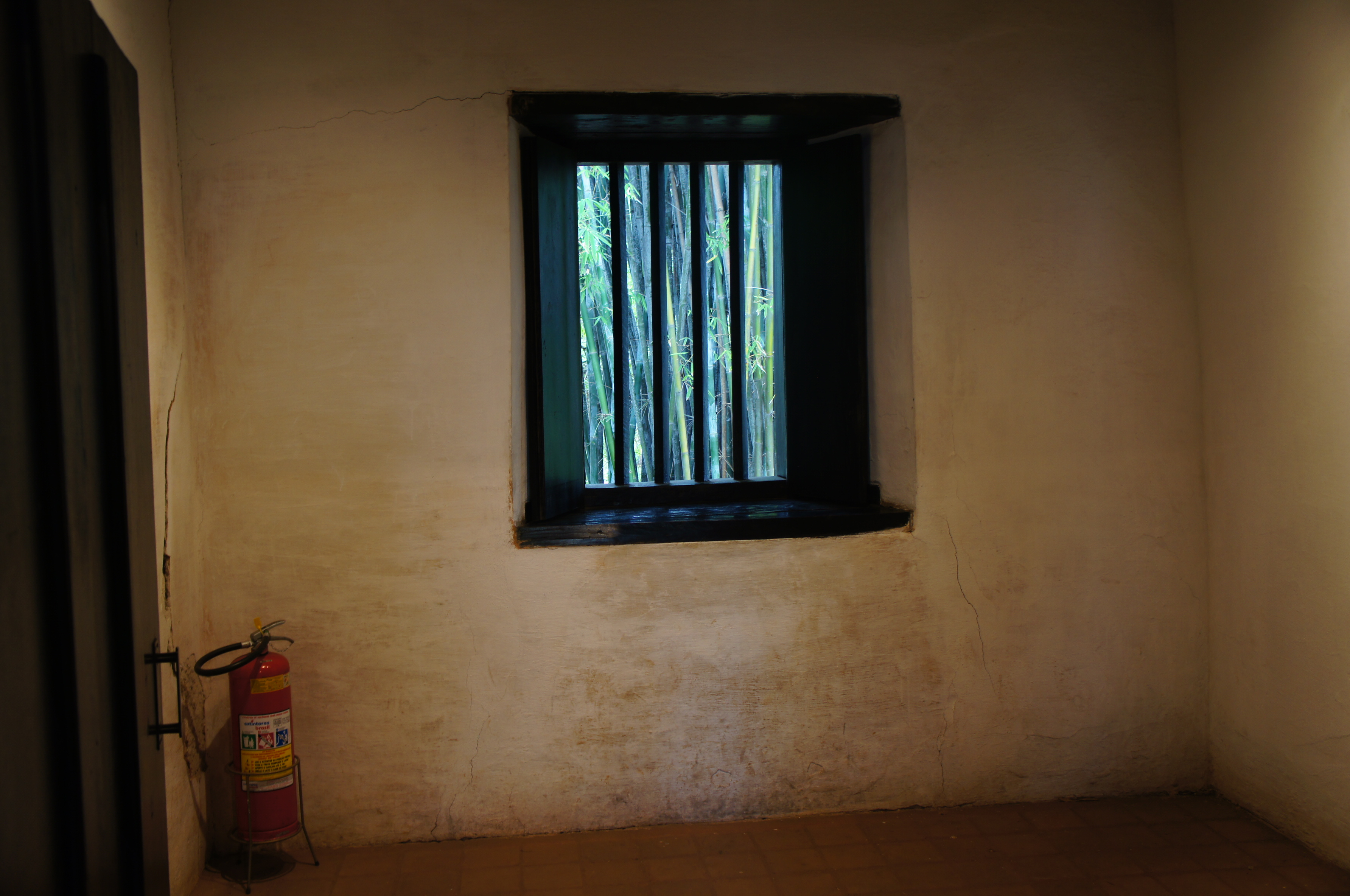
Interior de um dos cômodos da Casa Sítio da Ressaca

Casas como a sede do Sítio da Ressaca só tiveram o seu valor histórico e artístico reconhecido no século XX, a partir de trabalhos empreendidos por figuras como Mário de Andrade e Luis Saia. Mário de Andrade, poeta modernista, foi também diretor da delegacia de São Paulo do Instituto do Patrimônio Histórico e Artístico Nacional (IPHAN). A atuação de Mário no órgão foi entre 1937, ano da fundação do IPHAN, e 1939. Neste período, o diretor estabeleceu a linha de ação da delegacia paulista, privilegiando o tombamento de edifícios anteriores ao período imperial, o que condizia com os ideais modernistas de Mário de Andrade – construir a memória nacional a partir dos vestígios coloniais, desprezando o neoclássico. Mário de Andrade levantou documentos que reconstituíam a do Sítio da Ressaca para que o IPHAN reconhecesse o seu valor histórico.

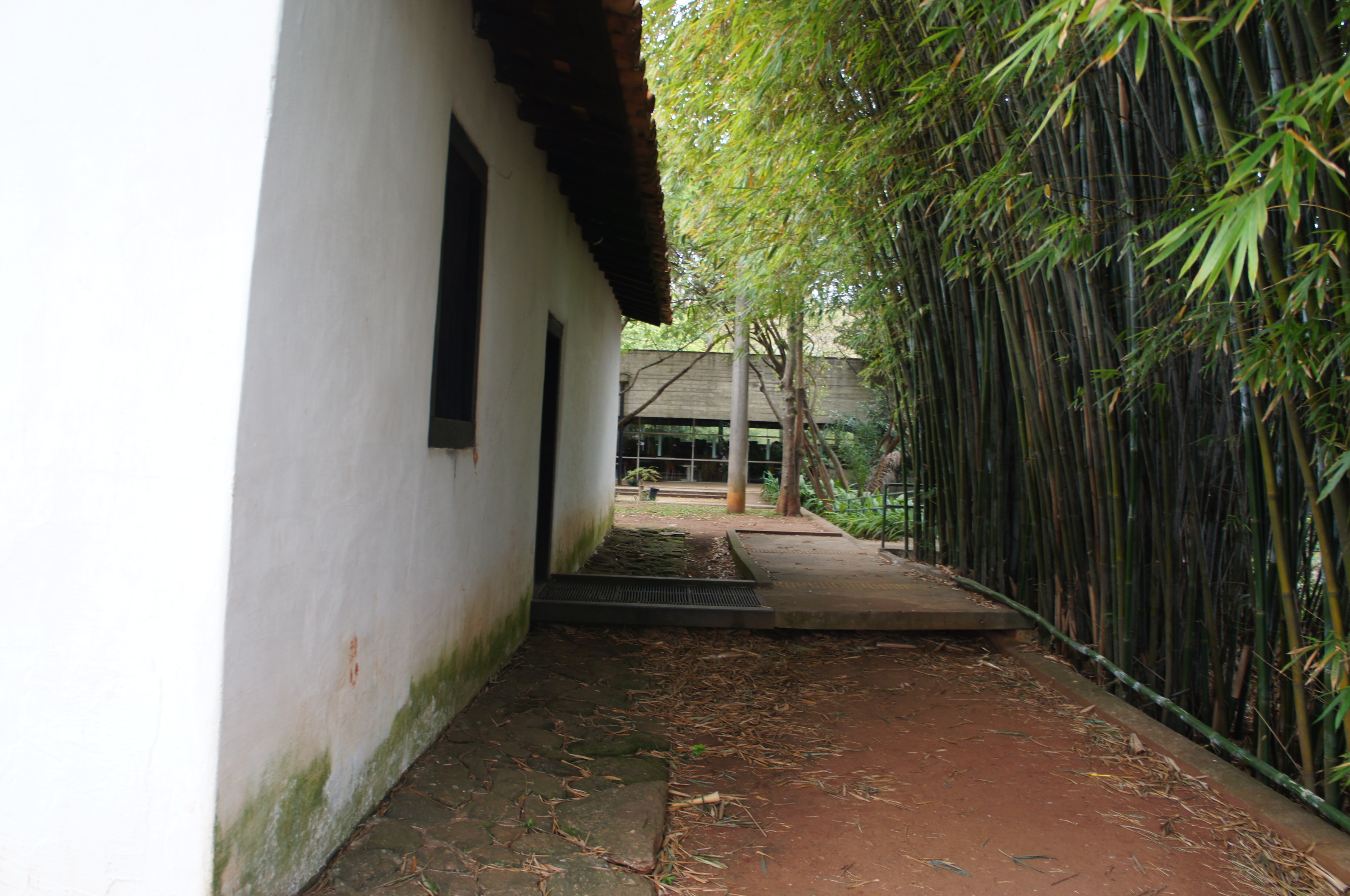
Angulação das paredes do fundo é indício de mau estado de conservação

O assistente de Mário de Andrade, Luis Saia, assumiu a direção do IPHAN paulista de 1939 até 1975, e se tornou uma figura emblemática do órgão.
Diante dos avanços do Metrô na região do Jabaquara, Luis Saia entrou com processo no Conselho de Defesa do Patrimônio Histórico, Arqueológico, Artístico e Turístico de São Paulo (CONDEPHAAT) para que a sede do Sítio da Ressaca fosse devidamente tombada e, consequentemente, protegida das desapropriações e obras na região. O tombamento foi decretado em 1972, com base no valor histórico do imóvel.  Entretanto, a Casa Sítio da Ressaca estava em situação de abandono. Em parecer, Luis Saia recomendou que fosse restaurados o imóvel e a área em seu entorno “criminosamente deformada pela ganância mobiliária”.
Porém, atualmente, a Casa do Sítio da Ressaca possui exposições e atividades voltadas à memória da presença afro-brasileira na região, assim como fazeres e manifestações da cultura popular. De 1991 a 2002, a Casa abrigou o Acervo da Memória e do Viver Afro-Brasileiro.

## Restauração

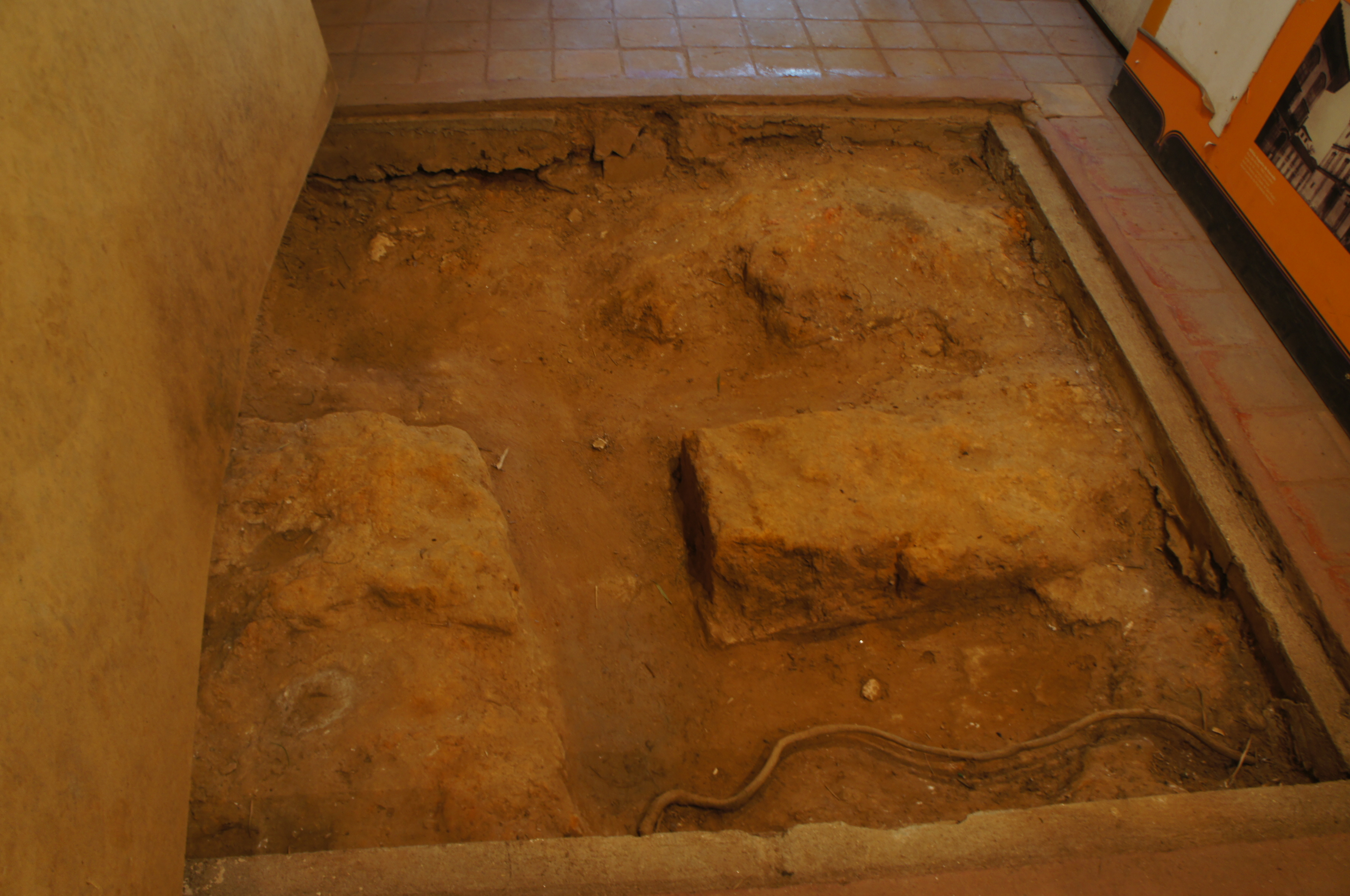
Escavações feitas no processo de restauração e buscas arqueológicas na Casa Sítio da Ressaca

Entre 1978 e 1979, a Casa Sítio da Ressaca foi restaurada, seguindo diretrizes do Projeto Cura/Jabaquara. O projeto, gerenciado pela Empresa Municipal de Urbanização (EMURB), foi responsável pela reformulação do Jabaquara ante as obras da primeira linha de Metrô (Norte-Sul), hoje conhecida como Linha Azul. O Cura/Jabaquara previa o salvamento da casa e da área em seu entorno a partir dos seguintes procedimentos:
1. Desapropriação dos lotes onde a casa se localizava, assim como dos lotes vizinhos;
2. Restauração da casa;
3. Remodelação do seu entorno por meio da desapropriação dos lotes vizinhos e da implantação de uma praça;
4. Instalação de um Anexo, onde encontra-se o Centro Cultural do Jabaquara;
5. Estabelecimento de diretrizes de ocupação do entorno da sede, de modo a preservar as visadas da casa.[8]

O arquiteto Gustavo Neves da Rocha Filho foi contratado para projetar o edifício do Centro Cultural do Jabaquara. A paisagista Rosa Grena Kliass projetou a praça. O arquiteto Antônio Luiz Dias de Andrade coordenou a restauração da sede do Sítio da Ressaca. A arqueóloga Marlene Suano foi responsável pelas pesquisas arqueológicas na casa, e o engenheiro Péricles Brasiliense Fusco foi consultor estrutural. A restauração foi empreitada pela empresa PEC – Planejamento, Engenharia e Construção Ltda., e as obras foram fiscalizadas por arquitetos da EMURB junto ao Departamento do Patrimônio Histórico (DPH).

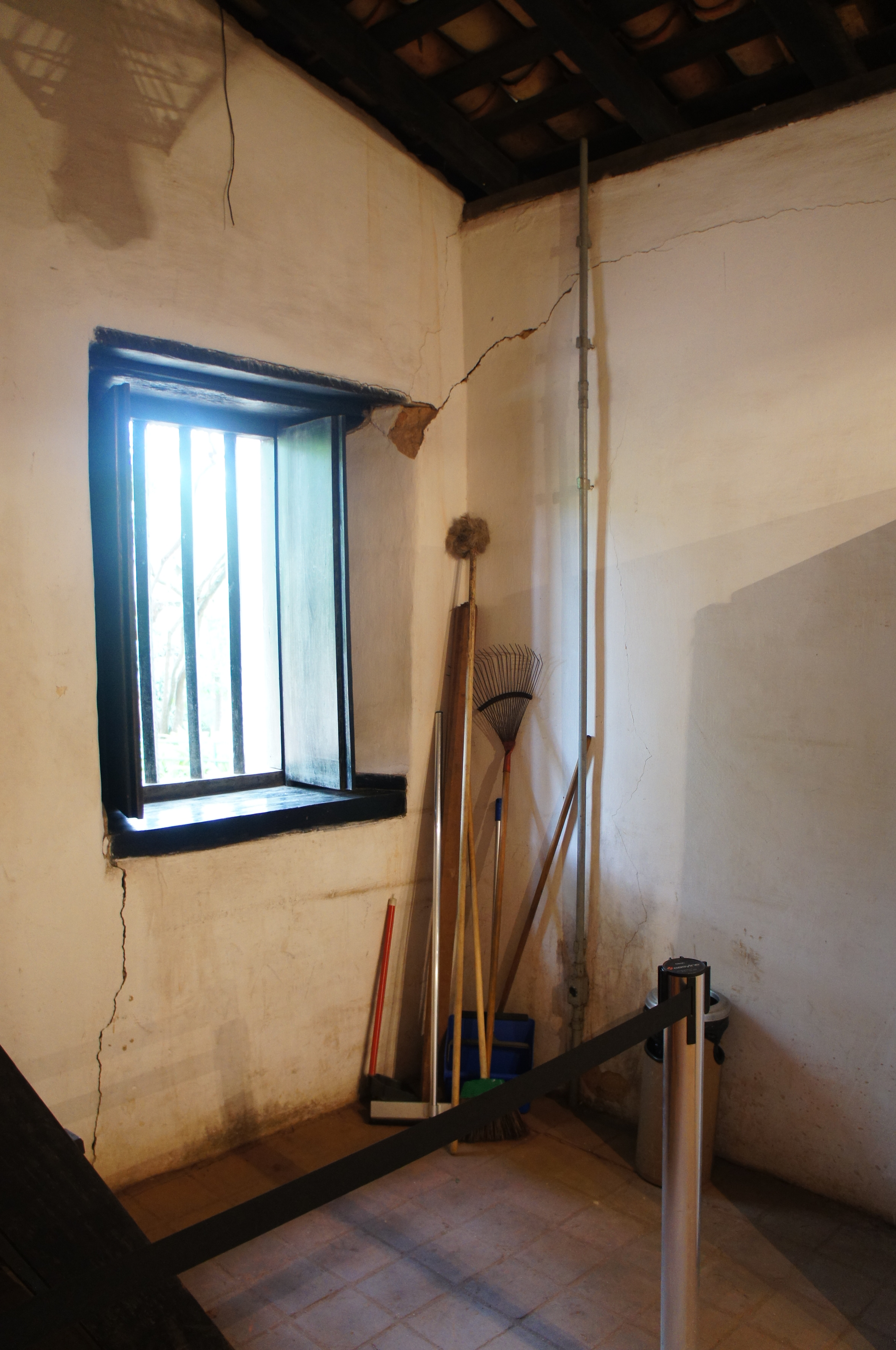
Paredes internas apresentam rachaduras

A casa foi desapropriada em 1978 junto a um terreno de 1 hectare a seu redor, e a restauração, que em seu início já denunciou situação muito desfavorável em que se encontrava a casa, foi concluída cerca de um ano após o início das obras. Realizou-se não apenas a restauração do edifício, mas a revitalização do Sítio da Ressaca, uma vez que optou-se pela reconstrução de um outeiro, ou seja, uma elevação no terreno ao redor da casa, fazendo uso de um resto de terreno que sobrara do loteamento do Sítio da Ressaca, para melhorar a sustentação dos muros. O sítio foi praticamente refeito numa tentativa de recompor o relevo original da chácara. Em 1986 o edifício sofreu um incêndio, que rendeu-lhe novas obras de restauro e o tombamento pelo IPHAN. Após isso, passou a integrar o Centro Cultural do Jabaquara e, desde 1990, abriga o Acervo da Memória e do Viver Afro-Brasileiro, reunindo objetos referentes à presença dos negros em São Paulo. Entre 2021 e 2023 passou por um novo processo de restauro, incluindo a remoção do revestimento deteriorado, inserção de novas estruturas para reforço nas paredes de taipa de pilão, atualização do sistema de drenagem na área externa, novas estruturas de iluminação e cobertura de vidro para vitrine arqueológica. Atualmente, a Casa Sítio da Ressaca fica aberta à visitação de terça-feira a domingo, das 9h às 17h.

### Estudo arqueológico
A pesquisa arqueológica, realizada entre 1978 e 1979, liderada por Marlene Suano, abrangeu pontos estratégicos da casa, abrindo cortes de até 80 cm no piso que serviriam como guias na busca por evidências arquitetônicas que pudessem trazer mais informações sobre o cotidiano de quem viveu ali. Os objetos variavam de botões metálicos, conchas fluviais, moedas, tampas de garrafas de vidro, louça branca, uma peixada de porco até outros fragmentos como ossos, de ferro, pedaços de carvão e de gravetos carbonizados. Além disso, foram encontrados também orifícios no chão de terra batida que corresponderiam ao uso de estacas que, provavelmente, eram utilizadas como apoio para redes de dormir e utensílios domésticos. Por conta de tais observações, foram propositalmente deixados sem revestimento trechos deste ambiente para que pudesse se observar um pedaço do alicerce de taipa de uma antiga parede que existia no local.

## Arquitetura Bandeirista

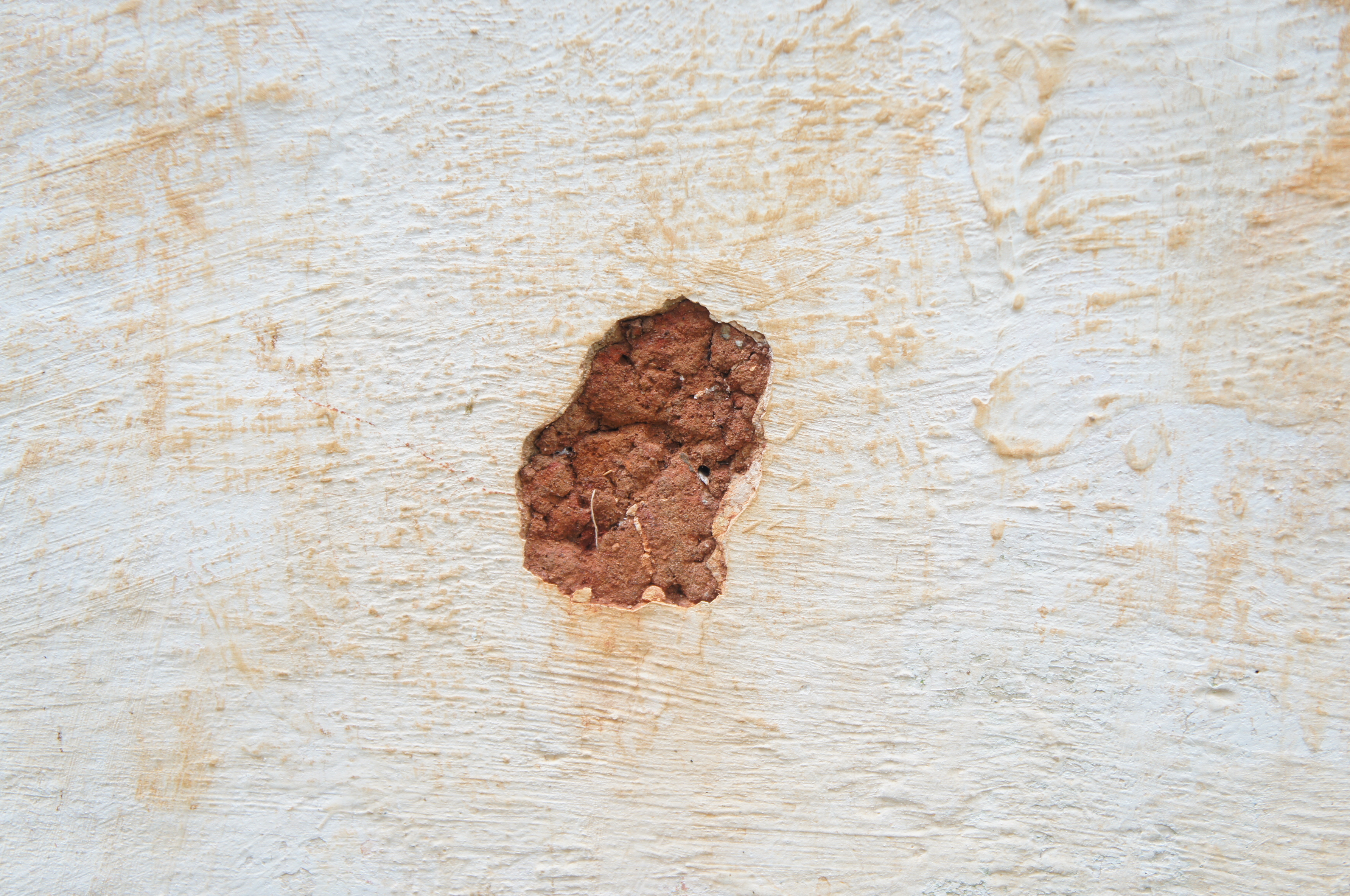
Pedaço da parede na qual se observa a massa utilizada na técnica da taipa de pilão

As construções rurais paulistas do período colonial, como a Casa Sítio da Ressaca, são classificadas como obras de arquitetura bandeirista. O termo é empregado para definir as edificações sedes de sítios e fazendas, construídas entre os séculos XVII e XVIII.
A Casa Sítio da Ressaca, assim como as demais casas bandeiristas, foi construída com a técnica da taipa de pilão, de origem árabe, na qual são utilizados formas e pilões para compactar uma massa espessa de barro, cascalho e outros materiais diversos. O benefício dessa técnica é que, se bem empregada, garante maior sustentabilidade na construção. Tal técnica era muito presente nas construções paulistas entre os séculos XVI até a primeira metade do século XIX, caracterizando a arquitetura paulista daquela época, sendo o reflexo de uma persistência cultural decorrente, sobretudo, do isolamento causado pela dificuldade de transposição da Serra do Mar.
As paredes da Casa Sítio da Ressaca foram erguidas com a utilização de formas de madeira, em formato de grandes caixas, chamadas de taipas. A massa de barro é inserida nas caixas e comprimida com uso de pilões. A taipa, então, é recolocada ao lado da primeira massa para que o procedimento se repita, e assim, horizontalmente, a massa vai sendo colocada. Finalizada a primeira camada, iniciam-se as novas camadas, até que os muros estejam devidamente erguidos. As paredes internas são, originalmente, de pau a pique.
A casa sede do Sítio da Ressaca possui poucos cômodos, apenas seis, incluindo o alpendre. O telhado é do tipo duas águas, o que era comum entre alguns edifícios daquele período. As portas e janelas são feitas de canela preta, madeira forte e resistente, e as telhas eram produzidas por escravos. Mas ao contrário de outras casas bandeiristas, o Sítio da Ressaca não tinha uma capela em um cômodo separado, apenas um nicho para a colocação da imagem de um santo. O alpendre é colado à parede de arrimo.
Contudo, a Casa do Sítio da Ressaca traz consigo uma peculiaridade em relação aos demais exemplares de arquitetura bandeirista da cidade, o que se dá pela assimetria de sua planta, na qual há um único alpendre, não centralizado, na fachada principal e um telhado de duas águas. Antonio Cantarella, o último proprietário, que foi também responsável pela urbanização do bairro Jabaquara, transformou o sítio em chácara, realizando seu loteamento em 1969, mesmo ano em que se deu a chegada do metrô à região, que resultou na desapropriação de mais de um terço da região para que funcionasse como instalação para o pátio de manobras.